# Cmentarz żydowski w Rybniku
Cmentarz żydowski w Rybniku – powstał w 1815 i został zamknięty w 1931 na polecenie policji z powodu uchybień sanitarnych. Na przełomie marca i kwietnia 1940 został zlikwidowany przez nazistów – macewy użyto do utwardzania dróg, a teren zamieniono na skwer noszący obecnie nazwę Zieleńca im. H. Wieniawskiego.